# E allora balliamo
E allora balliamo è un album del cantautore italiano Sergio Endrigo, pubblicato dall'etichetta discografica RCA nel 1986.
L'interprete collabora alla stesura di tutti i brani insieme ad altri autori, mentre gli arrangiamenti sono curati da Euro Ferrari, che dirige l'orchestra.
Dal disco viene tratto il singolo Canzone italiana/Le ragazze, il cui brano principale, l'unico dell'album ad essere arrangiato da Antonio Coggio, viene presentato al Festival di Sanremo, dove si classifica al dodicesimo posto.
Come nel precedente lavoro, anche in questo, collabora alla stesura dei testi Maria Giulia Bartolocci (con lo pseudonimo 'Plumrose'), ovvero, la consorte dell'artista.
Venne registrato presso lo "Studio BMS", di S.Anna a Modena.
Gli archi sono stati registrati allo "Studio Umbi Maison Blanche" di Montale (Modena), studio di registrazione creato da Umberto Maggi, storico bassista dei Nomadi.

## Tracce

### Lato A
1. Siamo artisti di varietà (testo: Sergio Endrigo e Maria Giulia Bartolocci – musica: Sergio Endrigo)
2. E allora balliamo (testo: Sergio Endrigo e Maria Giulia Bartolocci – musica: Mario Neri e Sergio Endrigo)
3. Prima della bomba (testo: Sergio Endrigo e Maria Giulia Bartolocci – musica: Sergio Endrigo)
4. Qualcosa di meglio (testo: Sergio Endrigo e Maria Giulia Bartolocci – musica: Sergio Endrigo)
5. Spiaggia libera (testo: Sergio Endrigo e Maria Giulia Bartolocci – musica: Sergio Endrigo)

### Lato B
1. Canzone italiana (testo: Claudio Mattone – musica: Sergio Endrigo)
2. Le ragazze (testo: Sergio Endrigo e Maria Giulia Bartolocci – musica: Mario Neri)
3. Pesci rossi (testo: Sergio Endrigo e Maria Giulia Bartolocci – musica: Sergio Endrigo)
4. Una cosa buffa (testo: Sergio Endrigo e Maria Giulia Bartolocci – musica: Sergio Endrigo)

## Formazione
- Sergio Endrigo – voce
- Danilo Bastoni – programmazione
- Gabriele Monti – chitarra
- Mauro Gherardi – batteria
- Euro Ferrari – tastiera
- Mario Neri – pianoforte
- Kamsin Urzino – basso
- Walter Martino – batteria
- Dino Kappa – basso
- Stefano Senesi – pianoforte
- Antonio Coggio – tastiera
- Gianni Oddi – sax
- Thomas Sharet – sax